# Weitek
L'azienda informatica californiana Weitek Corporation ha operato come produttore di unità di calcolo in virgola mobile (FPU)  per workstation, supercomputer e personal computer dal 1981 al 1990-1991; come produttore di GPU e chipset per schede madri tra il 1991 e il 1996.
Costituitasi nel 1981, Weitek Corporation produce per tutti gli anni ottanta, FPU ad alte prestazioni sia per schede video che per CPU (MIPS e PA-RISC) di workstation e supercomputer.
Per il mercato PC, Weitek produce FPU da abbinare a processori Intel quali i286, i386 e l'i486 nella versione SX.
Con la progressiva integrazione, nei primi anni '90, delle FPU all'interno delle CPU, Weitek perde il suo mercato di riferimento e cerca di riposizionarsi come produttore di framebuffer per workstation SPARC.
Successivamente, nel 1991, Weitek inizia lo sviluppo e la produzione di GPU con la serie Power 9000, e di PC chipset con i modelli W464 e W564, entrambi con GPU integrata che sfruttano la RAM di sistema come memoria video, progettati per schede madri Intel 486 e Pentium compatibili.
In progressivo declino, verso la metà degli anni '90, Weitek entra in crisi avviandosi verso il fallimento. Acquisita nel 1996, da parte del produttore di semiconduttori Conexant System, interessato alle tecnologie sviluppate da Weitek nel campo dei framebuffer, l'azienda viene disciolta e cessa ogni attività.

## WeitekPower System P9x00

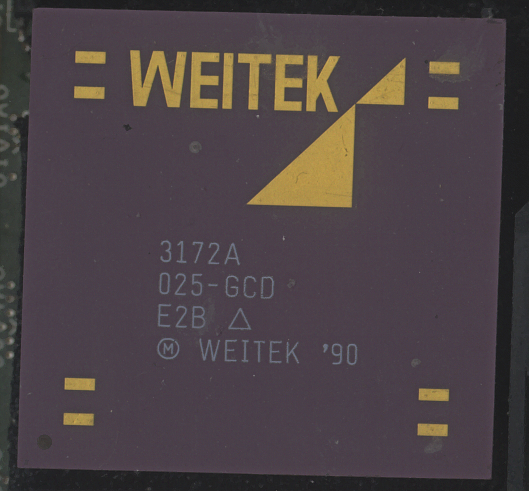
FPU Weitek

Dopo l'esperienza nella progettazione di framebuffer, Weitek sviluppa un chipset grafico 2D SVGA per VESA Local Bus.
Il chipset grafico, denominato Power System, è costituito da due chip dedicati: il P9000 che svolge le funzioni di calcolo come acceleratore grafico 2D e il coprocessore VideoPower 5086 (VP5086) che, in un unico chip, contiene da 256 a 512 kilobyte di memoria DRAM e, oltre a svolgere le funzioni di framebuffer del chip grafico P9000, ne svolge, nella versione più avanzata (VP5186), anche quelle di blitter, ovvero di chip dedicato alla gestione in memoria delle operazioni di disegno. Una versione successiva del coprocessore (VP5286) estende la memoria DRAM a 1 MB permettendo il truecolor in SVGA; il framebuffer da 16 a 32 bit e aggiunge al blitter anche le funzioni di gestione in memoria delle operazioni sui colori.
Successivamente, Weitek produce una variante del chipset per bus PCI, costituito dal P9001 (il P9000 modificato per funzionare col nuovo bus). Il P9001 (e relativo coprocessore) viene montato sulle schede video della linea Viper di Diamond Multimedia e Orchid Technology ottenendo un discreto successo commerciale nel 1994.
Nello stesso anno produce la versione finale del chipset Power che riunisce GPU (P9001) e coprocessore (VP5286) in un unico chip che gestisce una memoria DRAM da 1 fino a 8 MB, un quantitativo molto elevato per le schede video non dedicate al mercato professionale di quel periodo.
Il nuovo chip, chiamato P9100, viene utilizzato dai due produttori sopracitati per le schede video Viper Pro.
Le schede col chipset Power sono di ottima qualità e performanti, ma soffrono dei maggiori costi di produzione e della concorrenza delle schede video più economiche; e l'azienda comincia a indebitarsi.
Weitek prosegue lo sviluppo di due ulteriori versioni del Power (P9200 e P9146) che non vengono commercializzate, per la scelta di Weitek, nel 1995, di riposizionarsi nel mercato dei chipset per schede madri con grafica integrata, di cui produce due modelli.